# Bertrand Piéchaud
Pour les articles homonymes, voir Piéchaud.
Pour les autres membres de la famille, voir Famille Piéchaud.
 (septembre 2021).
Bertrand Piéchaud, né à Bordeaux le 23 avril 1941 et mort dans la même ville le 24 septembre 2024, est un sculpteur, dessinateur, aquarelliste, graveur et peintre français.

## Biographie

### Jeunesse et formation
Bertrand Piéchaud naît le 23 avril 1941 à Bordeaux, au 117, rue du Palais-Gallien. Son père, le docteur Ferdinand Piéchaud, professeur à la faculté de médecine de Bordeaux, est issu d'une vieille famille girondine originaire d'Abzac et à la tradition médicale fortement ancrée, proche des milieux artistiques et qui compte de nombreux collectionneurs d'art. Sa mère, Louise Moreau, est la fille d'un important négociant en vins proche lui aussi des milieux artistiques. Bertrand est le dernier d'une fratrie de sept enfants.
Il suit les cours des Beaux-Arts de Bordeaux et de Toulouse, et est diplôme de peinture de la ville de Paris.
Bertrand Piéchaud épouse en 1964 Marie de Carmentran, d'où deux enfants Édith, née en 1965, dessinatrice, et David, né en 1966. 
Il meurt à Bordeaux le 24 septembre 2024.

### Carrière artistique
Principalement sculpteur (terre cuite ou bronze), Bertrand Piéchaud s'est intéressé à de nombreuses techniques, notamment peinture, gravure ou dessin.
Artiste reconnu, il est l'auteur de nombreuses commandes publiques (sculptures) et a exposé, en France, notamment à Paris, et dans plusieurs pays (New York, Québec, San Francisco, Berlin...)[réf. nécessaire].

## Œuvre

### Sculpture
- Le Bagnard, bronze, Saint-Laurent du Maroni, Guyane française (entrée de l'ancien bagne de Saint-Laurent-du-Maroni).
- Jacques Chaban Delmas, buste, bronze, Bordeaux.
- Poète Ausone, buste, bronze, Bordeaux.
- Les Trois Enfants de Guyane, sculpture, bronze, Saint Laurent du Maroni.
- Guillaume Seznec, buste.
- Poète Jaufré Rudel, buste, bronze.
- Paul Gauguin, buste, bronze.

### Médailles
- Professeur Géniaux, bronze.
- Cardinal Eyt, bronze, cathédrale de Bordeaux.